# СЕМ (Санітарно-евакуаційна машина)
СЕМ — українська гусенична санітарно-евакуаційна машина, розроблена на базі радянської БМП-1

## Історія
У 2004 році на Житомирському бронетанковому заводі було розроблено проект броньованої санітарно-евакуаційної машини на базі БМП-1,
який отримав назву БМП "Медик". У цьому року було виготовлено один демонстраційний прототип, спрямований на випробування. 10 серпня 2007 року конструкція бронемашини була запатентована.
У ході випробувань були виявлені недоліки конструкції: подвійні люки в кормі (залишені від БМП-1) не перешкоджали розміщенню легкопоранених, проте суттєво ускладнювали завантаження та вивантаження тяжко поранених, не здатних до самостійного пересування, а також поранених, які знаходились на ношах. У наступні роки машина (що отримала нове найменування - СЕМ) брала участь у кількох виставках озброєння та військової техніки, але на озброєння не була прийнята. У 2014 році завод продав машину волонтерам за 1,2 млн. гривень і 30 серпня 2014 року вона надійшла на озброєння бригади морської піхоти ВМС України. У 2016 році бронемашину було включено до каталогу продукції ДК "Укроборонпром" та запропоновано на експорт (під найменуванням CEV).

## Опис
СЕМ призначена для надання долікарської допомоги та транспортування поранених (у тому числі, тяжко поранених) із важкодоступних районів, зон аварій, стихійних лих та бойових дій. У порівнянні з БМП-1, внутрішній об'єм корпусу машини суттєво збільшений (за рахунок збільшення висоти десантного відділення), вежа та озброєння демонтовані. Також на бронемашину було встановлено кондиціонер. Екіпаж бронемашини - 3 особи (механік-водій, лікар і санітар). Крім того, СЕМ може приймати від 4 до 6 поранених (6 легкопоранених у сидячому положенні або чотирьох лежачих «важких» поранених). Для підвищення плавності ходу на бронемашину встановили додаткові амортизатори.

## Оператори
•  Україна
• Морська піхота України - 30 серпня 2014 року одна СЕМ надійшла на озброєння бригади морської піхоти ВМС України.